# Юпитер Долихен (барельеф)
Юпитер Долихен — рельеф (барельеф), найденный в древнем городе Перре Коммагенского царства; юго-восток современной Турции.
В настоящее время находится в коллекции Археологического музея Адыямана.

## История
Скульптура в виде барельефа была обнаружен в большом некрополе города Перре (ныне пригород Адыямана) во время раскопок и очистительных работ, проведенных местных археологическим музеем в 2001 году под руководством его директора Фехми Эрарслана (Fehmi Erarslan). Плита с барельефом была использована в качестве покрытия позднеантичной могилы.
Наряду с древними городами Самосата, Кахраманмараш и Дюлюк, Перре был одним из важных городов Коммагенского царства. Скульптура Юпитера Долихена является единственным известным до сих пор артефактом, который был найден в непосредственной близости от места раннего поклонения этому божеству. В то время как его изображения были распространены по всей Римской империи и многочисленные примеры были найдены в Западной Европе, они весьма редки в Малой Азии и Сирии. Сам барельеф и надпись на нём изучались в рамках проекта Forstellungstelle Asia Minor Мюнстерского университета учёными Михаэлем Блёмером (Michael Blömer) и Маргеритой Фаселла (Margherita Facella).

## Описание
Стела с изображением Юпитер Долихена сделана из светло-жёлтого местного известняка, имеет высоту 81 см и ширину 63 см. Глубина основания — 11 см, наибольшая высота самого рельефа — 12 см. Поверхность камня занята изображением божества и восьмистрочной надписью под его левой рукой. Большая часть скульптуры утрачена, включая головной убор Юпитера и обе ноги, от которых сохранилась только верхняя часть бедер. Нижняя часть надписи также утеряна. Фигура божества изображена в типичной позе Юпитера Долихена, с поднятой правой рукой и согнутой левой. В левой руке он держал молнию, но уцелела только нижняя её часть. Церемониальный топор лабрис, обычно находящийся в правой руке, полностью утрачен. Юпитер изображен с бородой и длинными волосами. Несмотря на серьёзные повреждения лица, можно разглядеть глубоко посаженные глаза с просверленными зрачками. На его голове скорее всего находится фригийский колпак. На теле Юпитера — военная одежда. На верхней части тела божества — панцирь лорика мускулата, надетый поверх туники, которая удерживается плоскими кожаными ремнями на плечах и военным поясом cingulum militare вокруг живота. На бедрах у него — птеруги с глубокими прорезями между ними. Поверх своей амуниции Юпитер Долихена носит палудаментум, который собран на его правом плече и свисает с его левого плеча так, что он виден на заднем плане позади него. Меч на его правом удерживается бандольерой, на ногах — чулки. Над правым плечом фигуры, за поднятой рукой, видны крыло и хвостовые перья орла.
Предположительно, на скульптуре присутствовал обычный бык, обращенный вправо, на котором стояло бы божество, как это часто встречается в иконографии изображений Юпитера Долихена.

### Надпись

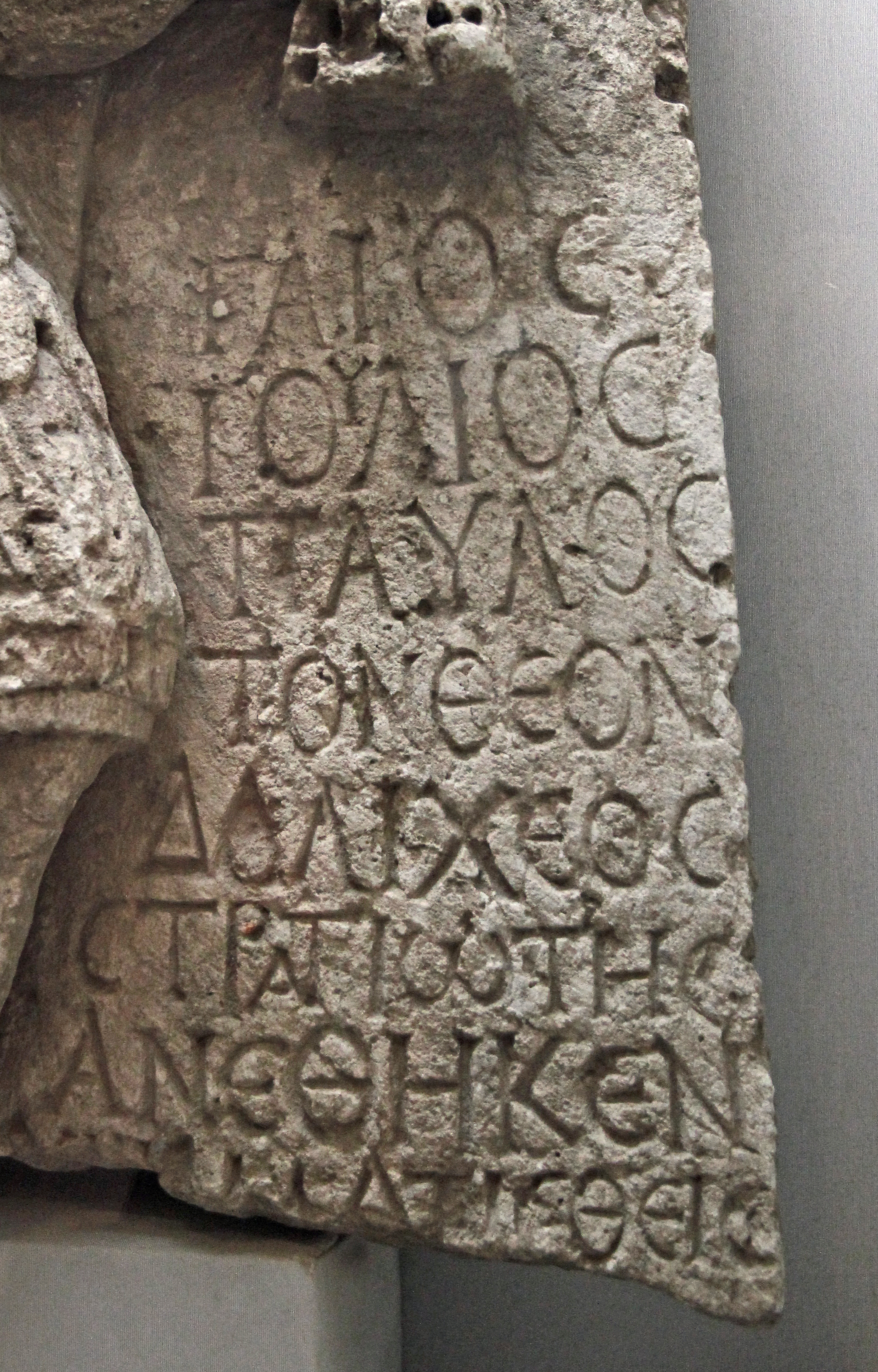
Надпись на скульптуре

Посвящающая надпись находится на правой части рельефа между левой ногой и левой рукой. Это восемь строк, глубоко вырезанные в камне. Размер букв уменьшается вниз с каждой строкой, что указывает на то, что у каменщика были проблемы с подгонкой текста в доступном пространстве. Надпись Гая Юлия Паулюса — солдата, посвятившего эти слова Юпитеру Долихену, гласит:

Γάϊος ᾿Ιούλιος Παῦλος τὸν θὲον Δολίχεος στρατιώτης ἀνέθηκεν χ [ρ] ηματισθείς

(англ. Gaius Iulius Paulus, soldier, dedicated [this] to the god of Doliche, after receiving an oracular response)
Таким образом, в надписи указывается имя посвященного, его должность и причина его посвящения. Его имя указывает, что он был гражданином Рима. Исследователи Блёмер и Фаселла предполагают, что один из его предков получил гражданство и принял номен Юлия. Это римское имя было широко распространено в Северной Сирии и Коммагене и указывает либо на императора, который правил во время получения гражданства, либо на губернатора провинции, который присвоил это в качестве награды.
Не указано, к какому военному легиону принадлежал Гай Юлий Паулюс. Но известно, что к концу 2-го века н. э. солдаты IV Скифского легиона выполняли строительные работы на территории Коммагенского царства и что примерно в то же время XVI Стойкий Флавиев легион строил мост Джендере. Но определить, в составе какого из легионов вполне возможно находился автор строк невозможно.
Буквенные формы указывают, что надпись датируется периодом между концом II века и началом III века нашей эры.